# 日本獣医師政治連盟
日本獣医師政治連盟（にほんじゅういしせいじれんめい、略称：日獣政連）は、日本獣医師会に関係する政治団体である。日本獣医師連盟、日本獣医師会政治連盟とよばれることもある。

## 役員
- 委員長 - 北村直人